# تپه مد باقربگ
تپه مد باقربگ مربوط به دوره اشکانیان و دوره ساسانیان و سده‌های اولیه دوران‌های تاریخی پس از اسلام است و در شهرستان ازنا، بخش جاپلق، دهستان چاپلق غربی، ۱/۳ کیلومتری شمال روستای شاه وله واقع شده و این اثر در تاریخ ۲۲ آبان ۱۳۸۶ با شمارهٔ ثبت ۲۰۰۸۶ به‌عنوان یکی از آثار ملی ایران به ثبت رسیده است.